# Der Ölprinz (Bad Segeberg 1961)
Das Freilichtspiel Der Ölprinz nach der gleichnamigen Jugenderzählung von Karl May wurde 1961 von Wulf Leisner als Theaterstück für Freilichtbühnen geschrieben und am 15. Juli 1961 unter seiner Regie im Kalkbergstadion in Bad Segeberg im Rahmen der Karl-May-Festspiele uraufgeführt.

## Inhalt

### Erste Episode: Im Tal der „Weißen Steine“
Die Navajos graben das Kriegsbeil gegen die Nijoras aus, obwohl die weiße Squaw zum Frieden rät. Schi-So, der Sohn des Navajo-Häuptlings und der weißen Squaw, und der junge Krieger Khasti-tine folgen den Spuren des Nijora-Häuptlings, um dessen Pläne zu erkunden.

### Zweite Episode: Im Elk Canyon
Eine tiefe Felsschlucht in der Nähe von San Xavier del Bac, durch die der Treckpfad nach Fort Tucson führt. Unterhalb des Felsens liegt die Blockhütte des irischen Wirts Paddy. Buttler und seine „Finders“ wollen den Auswanderertreck überfallen. Buttlers Komplize Poller, der Scout der Auswanderer, und sein Stiefbruder Grinley, der „Ölprinz“, erscheinen. In Paddys Kneipe treffen sie auf Sam Hawkens, Will Parker und Dick Stone. Buttler erkennt das „Kleeblatt“ nicht und blamiert sich prompt im Schießwettbewerb mit Sam, bei einer Reitwette und im Wetttrinken. Der Auswanderertreck kommt und hält im Talgrund. Anführer Schmidt will weiter, Rosalie Ebersbach aber besteht auf der Rast. Sie ist für Lagerstimmung mit Gesang und sucht nach dem Kantor, der gerade eine Wildwest-Oper komponiert. Die Auswanderer bilden einen Chor und singen ein Lied. „Unter fremden Sternen“ soll die Oper heißen. Das Kleeblatt und möchte mit bei den sächsischen Landsleuten lagern. Darüber kommt es zur Auseinandersetzung mit Poller. Rosalie, die alles zahlt, entlässt den Scout. Gegenseitige Vorstellung des Kleeblatts und der Grinley-Gruppe. Grinley hat angeblich große Ölfunde im Westen gemacht: am Chelley-Arm des San Juan River. Sam Hawkens bezweifelt das. Trotzdem machen sich der Bankier Duncan, sein Buchhalter Baumgarten und Grinley wegen des erhofften Geschäfts auf den Weg. Sam Hawkens warnt die Auswanderer vor dem geplanten Überfall. Er hat einen Plan: Er will die Banditen zwischen zwei Feuer nehmen. Die Finders geraten in die Falle. Hobble Frank und Tante Droll erscheinen zur Verstärkung des Trecks. Die Finders samt Poller werden an den Füßen gefesselt. Herzliche Begrüßung der Neuankömmlinge auf Sächsisch. Sam nimmt Buttler den Geldbetrag für seine Wettschulden ab. Der Kantor Emeritus will eine Chorprobe mit den Finders veranstalten und nimmt Buttler dafür die Fesseln ab. Die Finders stürzen davon. Sie werden mit den Nijoras zurückkehren, die das Kriegsbeil ausgegraben haben. Der Treck der Auswanderer bricht auf. Das Pferd des ungeschickten Kantors wird wie angekündigt an den letzten Wagen gebunden.

### Dritte Episode: Talkessel in der Nähe des Ölsees
Old Shatterhand und Winnetou treten auf. Sie wissen: das Kriegsbeil ist ausgegraben zwischen den Navajos und den Nijoras. Frank und Droll erscheinen. Sie berichten vom Auswanderer-Treck, der vom Kleeblatt begleitet wird. Winnetou will sich beim Häuptling der Navajos für den Frieden einsetzen. Grinley, Duncan und Baumgarten kommen in den Talkessel. Grinley wartet auf seinen Stiefbruder Buttler. Grinley offenbart seinen Plan, Duncan und Baumgarten nach Ausfertigung der Geld-Anweisung verschwinden zu lassen. Zwei Navajos warnen die Bleichgesichter angesichts des ausgegrabenen Kriegsbeils vor der tödlichen Gefahr. Grinley erschießt den einen, der andere kann entkommen. Grinley präsentiert den Plan einer geheimen Höhle, angeblich voller Goldschätze der Roten. Duncan und Baumgarten verschwinden in der nach Öl riechenden Höhle. Grinley und Buttler verschließen den Eingang durch einen Felsbrocken und nehmen die Sachen der Verschwundenen an sich. Poller erscheint und erpresst Grinley, der ihn an einer Felskante in die Tiefe stürzt. Winnetou und Old Shatterhand galoppieren in die Schlucht. Buttler gibt sich als Duncan aus, als Frank und Droll erscheinen und den Lügner entlarven. Angesichts der schussbereiten Waffen steigen Buttler und Grinley von ihren Pferden und setzen sich. Shatterhand konfrontiert sie mit den vier Reiterspuren, die sie entdeckt haben. Vor ihnen sitzen aber nur zwei … Es kommt zum Kampf. Grinley und Buttler werden an einen Baum gebunden. Winnetou entdeckt den Eingang zur Höhle. Sie können den Felsblock zurückrollen. Duncan und Baumgarten taumeln heraus. Man stellt sich gegenseitig vor. Die gefesselten Banditen sollen in Fort Tucson abgeliefert werden. Die toten Fische im See entlarven das Ölvorkommen als Täuschung. Die Geld-Anweisungen werden Grinley wieder abgenommen. Die kriegsbemalten Nijoras erscheinen. Grinley biedert sich bei ihnen mit dem Mord an dem Navajo-Krieger an. Buttler und Grinley werden von ihnen voller Verachtung fortgejagt. Der Häuptling verkündet, dass die Bleichgesichter und Winnetou noch vor Sonnenaufgang am Marterpfahl sterben werden. Shatterhand fordert den Häuptling heraus und schlägt ihn nieder. Mokaschi ruft seine Krieger zum Kampf. Als sie losschlagen wollen, kommt das Kleeblatt samt den Männern des Trecks hinter einem Felsen hervor mit den Gewehren im Anschlag … Die Bleichgesichter bieten den tapferen Kriegern der Nijoras einen ehrenvollen Frieden an. Die Friedenspfeife wird geraucht. Shatterhand und Winnetou begleiten den Treck zum großen Winterwasser.

### Vierte Episode: Talgrund am Winterwasser
Große Versammlung der Navajos vor dem Häuptlingszelt. Der zeremonielle Kriegstanz wird getanzt. Der Medizinmann deutet aus Adlerfedern das Schicksal der beiden entsandten Navajo-Krieger. Grinley und Butler galoppieren in die Schlucht. Sie bezichtigen Shatterhand des Mordes. Gegen Proviant, frische Pferde und freien Abritt erzählen sie vom Anrücken der Nijoras, die das Tal des Winterwassers zur Todesfalle machen wollen. Der verletzte Schi-So reitet durch die Gasse der Krieger und zeigt auf die wahren Mörder. Doch der Häuptling hält sein Wort und jagt die beiden fort. Schi-So hinterher. Eine kleine Kavalkade sprengt in die Schlucht: Old Shatterhand, Winnetou und all die anderen. Sie berichten von der ernsten Bedrohung durch die Nijoras. Aber Winnetou kennt einen geheimen Pfad aus dem Tal in den Rücken der Feinde. Der allgemeine Aufbruch gerät ins Stocken, als Aurelius Hampel erscheint. Schmidt und Frank binden ihn an einen Baum und bitten Duncan, auf ihn aufzupassen. Als die beiden allein sind, erscheint Grinley. Hampel muss Duncan anbinden trotz seines Geschreis: „To unbind! Unbind!“ Was der Sachse Hampel natürlich missversteht … Beim Streit um die Geld-Anweisung zwischen Hampel und Grinley wird das Papier zerrissen. Da ertönt der helle Kriegsruf eines Indianers: Schi-So stellt Grinley. Zweikampf am Abgrund, Grinley stürzt in die Tiefe. Nijoras tauchen auf und umringen Duncan und den Kantor. Mit dem Messer auf der Brust verrät Duncan Mokaschi das Geheimnis: Winnetou führt die Navajos auf einem geheimen Pfad. Winnetou erscheint auf der Höhe. Als Häuptling aller Apachen ruft er den Nijoras und Navajos zu: „Es ist nicht Manitus Wille, dass Bruder gegen Bruder zieht …“ Auch Old Shatterhand erhebt seine Stimme und mahnt zum Frieden. Die beiden Häuptlinge geben sich die Hand. Sie rauchen die Friedenspfeife. Am Eingang der Schlucht erscheinen die Auswanderer. Das Kleeblatt reitet voraus. Shatterhand gibt bekannt, dass der Häuptling der Navajos bereit ist, jedem der Auswanderer am großen Fluss so viel Land zu schenken, wie er benötigt. Die Auswanderer stimmen begeistert zu und eilen zu Pferd und Wagen. Sie sind am Ziel. Nur dem Kantor fehlen noch mindestens hundert Takte für eine schöne Schlussapotheose!

## Presseecho
„Am Kalkberg tobt jetzt der Bruderkrieg der Apachen – Es sind alte Bekannte, die sich im Talkessel der weißen Steine oder im Elk Canon gegenseitig mit Kugelbüchse und Tomahawk das Leben sauer machen. Und uns scheint, daß dieser ungebrochene ‚Segeberger Stil‘ viel dazu beigetragen hat, den Sommerspielen von Jahr zu Jahr mehr Freunde zu gewinnen. (…) Gerade das in diesem Jahr zum ersten Mal aufgeführte Spiel ‚Der Ölprinz‘ zeigt die erfolgreichen Bemühungen, die literarische Vorlage von antiquierten Schlacken zu befreien und es ‚im Stil unserer Zeit‘ dem Publikum näher zu bringen. (…) Sicher, auch gegenüber dem ‚Ölprinzen‘ blieben Vorbehalte. Der schwerwiegendste dürfe sein, daß Veranstalter und Regisseur, bei dem Bemühen, auch ‚nicht indianisch interessiertes‘ Publikum anzusprechen, mit den Konzessionen gegenüber dem ‚Ulk‘ fast zu weit gehen. So kommt es beim Ölprinzen zu einer breit ausgewalzten Szene eines ‚sächsischen Familientreffens‘, bei dem man das Gefühl nicht los wird, daß gut die Hälfte der näselnden ‚Kaffeesachsen‘ besser an der Elbe geblieben wären. Umso stärker wirken die Bilder der roten Stämme. (…) Dann ist da die Neuentdeckung: Harry Walther als Old Shatterhand. Für ‚alte Bekannte‘ hat er gegen einige Erinnerungen (Hans Joachim Kilburger) anzuspielen. Er ist eigentlich genau das, was man sich unter einem ‚Bilderbuch-Shatterhand‘ vorstellt: ganz blond, ganz deutsch (vielleicht ein bißchen zu vornehm). Eine Eigenschaft, die den roten Bruder Winnetou (Heinz Ingo Hilgers) dazu zwingt, nun seinerseits noch edler zu mimen. Beide zeigen im Spiel eine ebenso beredte wie kluge Zunge.“

## Fernsehübertragung
Die Aufführung wurde am 4. August 1961 in der ARD übertragen. Die Inhaltsangabe lautete:
In Bad Segeberg werden Auswanderer überfallen! Indianer schleichen auf dem Kriegspfad! Diese Schreckensnachrichten braucht niemand ernst zu nehmen. Es wird zwar wirklich geritten und geschossen in der holsteinischen Stadt; aber alles ist nur Spiel, ein aufregendes Schauspiel. Alljährlich verwandelt sich die Freilichtbühne am Segeberger Kalkberg in einen der Schauplätze, auf denen sich die Helden in Karl Mays vielgelesenen Romanen tummeln. Diesmal werden wir in die dunklen und blutigen Gründe des Wilden Westens versetzt. Hier treibt der „Ölprinz“ sein Unwesen. Nicht lange; denn der Apatschen-Häuptling Winnetou, das Bleichgesicht Old Shatterhand und einige wackere Westmänner durchkreuzen die Pläne des „Prinzen“.

## Sonstiges
Das 40-seitige Programmheft enthielt u. a. einen Rückblick von Rudolph Jacoby Zehn Jahre Karl-May-Spiele und einen Essay von Otto Forst-Battaglia Karl May heute.

## Weitere Aufführungen
- 1963 in Ratingen[5]
- 1965 in Elspe[6]
- 1970 in Bad Segeberg[7]

## Quelle
- Eintrag im Karl-May-Wiki zur Uraufführung.

## Textbuch
- Wulf Leisner: „Der Ölprinz“. Ein Freilichtspiel nach dem Reiseroman Karl Mays, Bamberg: Karl-May-Verlag o. J. (1961)